# Chile Open 2024
Chile Open 2024, oficiálně  Movistar Chile Open 2024, byl tenisový turnaj hraný na mužském profesionálním okruhu ATP Tour v Clubu Universidad Católica en San Carlos de Apoquindo. Dvacátý šestý ročník Chile Open probíhal mezi 26. únorem a 3. březnem 2024 v chilské metropoli Santiagu na antukových dvorcích.
Turnaj dotovaný 742 350 dolary patřil do kategorie ATP Tour 250. Nejvýše nasazeným se stal dvacátý druhý tenista světa Nicolás Jarry z Chile, který ve čtvrtfinále podlehl kvalifikantu Moutetovi. Jako poslední přímý účastník do hlavní soutěže nastoupil bolivijský 111. hráč žebříčku Hugo Dellien. V důsledku invaze Ruska na Ukrajinu na konci února 2022 řídící organizace tenisu ATP, WTA a ITF s grandslamy rozhodly, že ruští a běloruští tenisté mohli dále na okruzích startovat, ale do odvolání nikoli pod vlajkami Ruska a Běloruska.
Šestý singlový titul na okruhu ATP Tour, a po Rio Open druhý v řadě, vybojoval 23letý Argentinec Sebastián Báez. Po skončení poprvé pronikl do elitní světové dvacítky. Čtyřhru ovládli Chilané Tomás Barrios Vera s Alejandrem Tabilem, kteří získali první deblové trofeje na túře ATP.

## Rozdělení bodů a finančních odměn

### Rozdělení bodů
| Soutěž  | Soutěž      | vítězové | finalisté | semifinalisté | čtvrtfinalisté | 16 v kole | 32 v kole | Q  | Q2 | Q1 |
| ------- | ----------- | -------- | --------- | ------------- | -------------- | --------- | --------- | -- | -- | -- |
| dvouhra | [ 2 ] [ 6 ] | 250      | 165       | 100           | 50             | 25        | 0         | 13 | 7  | 0  |
| čtyřhra | [ 7 ]       | 250      | 150       | 90            | 45             | 0         | —         | —  | —  | —  |

### Finanční odměny
| Soutěž                              | Soutěž      | vítězové  | finalisté | semifinalisté | čtvrtfinalisté | 16 v kole | 32 v kole | Q2      | Q1      |
| ----------------------------------- | ----------- | --------- | --------- | ------------- | -------------- | --------- | --------- | ------- | ------- |
| dvouhra                             | [ 2 ] [ 6 ] | 100 640 $ | 58 705 $  | 34 510 $      | 19 995 $       | 11 610 $  | 7 095 $   | 3 550 $ | 1 935 $ |
| čtyřhra                             | [ 7 ]       | 34 960 $  | 18 710 $  | 10 970 $      | 6 130 $        | 3 610 $   | —         | —       | —       |
| částka ve čtyřhře je uvedena na pár |             |           |           |               |                |           |           |         |         |

## Dvouhra mužů

### Nasazení
| Stát                          | Hráč                    | ATP | Nasazení |
| ----------------------------- | ----------------------- | --- | -------- |
| Chile                         | Nicolás Jarry           | 19. | 1.       |
| Argentina                     | Sebastián Báez          | 30. | 2.       |
| Francie                       | Arthur Fils             | 36. | 3.       |
| Chile                         | Alejandro Tabilo        | 52. | 4.       |
| Německo                       | Yannick Hanfmann        | 56. | 5.       |
| Argentina                     | Facundo Díaz Acosta     | 59. | 6.       |
| Španělsko                     | Roberto Carballés Baena | 66. | 7.       |
| Španělsko                     | Jaume Munar             | 73. | 8.       |
| Žebříček ATP k 19. únoru 2024 |                         |     |          |

### Jiné formy účasti
Následující hráčí obdrželi divokou kartu do hlavní soutěže:
- Luciano Darderi
- João Fonseca
- Francesco Passaro

Následujícímu hráči měla být udělena zvláštní výjimka:
- Mariano Navone

Následující hráči postoupili z kvalifikace:
- Román Andrés Burruchaga
- Alex Molčan
- Juan Manuel Cerúndolo
- Corentin Moutet

Následující hráči postoupil z kvalifikace jako šťastní poražení:
- Facundo Bagnis
- Francisco Comesaña

### Odhlášení
před zahájením turnaje
- Tomás Martín Etcheverry → rnahradil jej  Tomás Barrios Vera
- Daniel Elahi Galán → nahradil jej  Facundo Bagnis
- Mariano Navone → nahradil jej  Francisco Comesaña

## Mužská čtyřhra

### Nasazení
| Stát                                                                                   | Hráč               | Stát       | Hráč             | ATP  | Nasazení |
| -------------------------------------------------------------------------------------- | ------------------ | ---------- | ---------------- | ---- | -------- |
| Brazílie                                                                               | Marcelo Melo       | Nizozemsko | Matwé Middelkoop | 95.  | 1.       |
| Itálie                                                                                 | Andrea Pellegrino  | Itálie     | Andrea Vavassori | 107. | 2.       |
| Kolumbie                                                                               | Nicolás Barrientos | Brazílie   | Rafael Matos     | 121. | 3.       |
| USA                                                                                    | Evan King          | USA        | Reese Stalder    | 141. | 4.       |
| Žebříček ATP k 19. únoru 2024; číslo je součtem žebříčkového postavení obou členů páru |                    |            |                  |      |          |

### Jiné formy účasti
Následující páry obdržely divokou kartu do hlavní soutěže:
- Ignacio Buse /  Arklon Huertas del Pino
- Orlando Luz /  Matías Soto

### Odhlášení
před zahájením turnaje
- Luciano Darderi /  Tomás Martín Etcheverry → nahradili je  Luciano Darderi /  Pedro Martínez

## Přehled finále

### Mužská dvouhra
- Sebastián Báez vs.  Alejandro Tabilo, 3–6, 6–0, 6–4

### Mužská čtyřhra
- Tomás Barrios Vera /  Alejandro Tabilo vs.  Orlando Luz /  Matías Soto 6–2, 6–4